# Předmostí (vojenství)

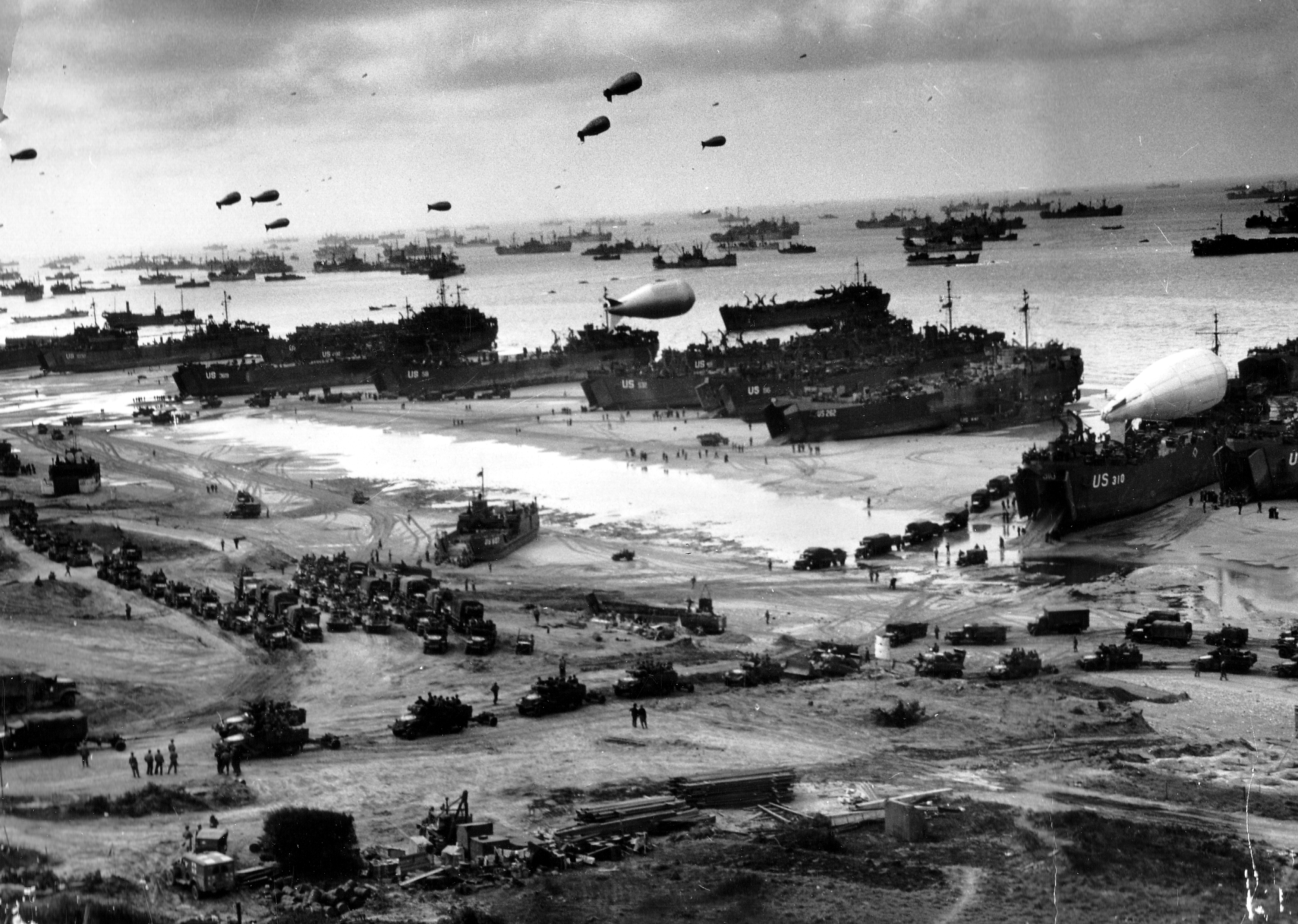
Vylodění v Normandii. Vidíme týl předmostí – vyloďovací pláže

Předmostí označuje malou opevněnou enklávu na jinak nepřátelském území. Jeho smyslem je vytvořit předpoklady pro následný průnik a expanzi na tomto území. Předmostí zpravidla neexistují dlouho – obvykle jsou po maximálně několika dnech existence buďto zlikvidována, nebo expandují do okolí. Předmostí, které se příliš dlouho nerozšiřuje, riskuje buď to, že nepřítel shromáždí dost sil k jeho likvidaci, nebo že je obklopí a uzamkne polními opevněními, čímž zcela znemožní jeho expanzi a zcela je tak znehodnotí.
Klasické příklady předmostí vznikají v případě překračování vodních toků (řeka, průplav, potok) nebo vylodění na březích rozsáhlých vodních ploch (velké jezero, břeh moře). Jako ideální případ lze považovat překročení Suezského průplavu Egypťany za války Jom Kippur – předmostí bylo několik hodin po svém vzniku bleskově rozšířeno. Příkladem nepovedeného předmostí je předmostí u Anzia (viz vylodění u Anzia), kde Američané příliš dlouho váhali s expanzí do vnitrozemí a umožnili tak německým jednotkám uzamknout je uvnitř perimetru. Ještě hůře dopadla předmostí vzniklá při vylodění u Gallipoli a při bitvě o Tangu, která musela být po těžkých ztrátách vyklizena.
Mezi různými typy předmostí existují samozřejmě podstatné rozdíly, nicméně určité požadavky jsou obecné:
- předmostí musí být zřízeno v prostoru, který je relativně dostupný a kde nehrozí riziko, že by byl snadno odříznut nepřítelem
- při jeho vytváření i následné expanzi je třeba vytvořit značnou lokální převahu na zemi, ve vodě i ve vzduchu
- jednotky tvořící předmostí musí mít čas a možnost předmostí vytvořit a dostatečně opevnit
- předmostí musí mít dostatečnou hloubku – aby umožnilo vcelku klidné vylodění jednotkám druhého sledu
- předmostí musí vzniknout v prostoru, odkud je možno snadno expandovat
- předmostí musí vzniknout v místě, kde je možno relativně snadno vylodit těžkou techniku. Nejlepší je přístav, ovšem za určitých okolností není nutný. Během Vylodění v Normandii si Spojenci přivezli s sebou vlastní plovoucí přístavy.

Poněkud specifický případ představuje předmostí vytvořené pouze za pomocí vzdušného výsadku. Obvykle je zapotřebí skutečně extrémní převaha jedné strany, aby se k němu mohla odhodlat s nějakým pozitivním výsledkem. Obvykle se vyžaduje, aby v rámci předmostí bylo obsazeno kvalitní letiště, i tak ale jsou podobné akce na pováženou, neboť obvykle ani v těchto případech není snadné dopravit potřebné těžší zbraně. Příkladem úspěšné operace vedené pouze parašutisty je německé obsazení Kréty, pokud jsou ovšem jako přijatelná cena brány těžké ztráty mezi elitními parašutisty.